# 애니메이션 음악
애니메이션 음악(일본어: アニメソング)은 J-pop 음악에서 유래한 음악 장르이다. 애니메이션 음악은 애니메이션, 만화, 비디오 게임, 오디오 드라마 CD 시리즈의 테마, 삽입, 캐릭터송 등으로 구성되며, 일본 성우의 음악을 포함하여 주로 애니메이션 시장을 위해 발매된 모든 노래를 포함한다.
애니메이션 음악 장르는 1970년대에 처음으로 음악 카테고리로 정의되었다. 이후 주류 아티스트들이 애니메이션 시리즈의 타이인 곡을 발매하기 시작하면서 대중적인 인기를 얻었다. 1990년대에 들어서는 회사들이 자신들의 시리즈와 아티스트들을 위해 독점적으로 애니메이션 음악을 제작하는 레코드 레이블을 만들기 시작하면서 별도의 장르로 재정의되었다. 2000년대 중반부터 성우의 증가로 인해 이 장르에 대한 시장 관심이 커졌다. 2020년대 초부터 애니메이션 음악은 국제적인 인기를 얻게 되었으며 스포티파이, 크런치롤, 워너 뮤직 재팬, NBC유니버설 엔터테인먼트 재팬과 같은 회사들이 애니메이션 관련 음악에 투자하고 있다.

## 역사

### 1930~1970: 초기 영향
고우치 준이치의 무딘 칼은 일본에서 현존하는 가장 초기의 애니메이션 영화로 평가된다. 오후지 노부로의 검은 고양이는 음악을 포함한 최초의 일본 애니메이션 작품이다. 이 영화에는 미리 녹음된 노래에 맞춰 춤을 추는 캐릭터가 등장하며, 이는 회고적으로 애니메이션 음악의 원형으로 간주된다.
제2차 세계 대전 이후 1950년대와 1960년대에는 엔터테인먼트와 문화 발전이 부흥하였다. 1963년, 철완 아톰이 방영되었고, 그 후 테마곡 "철완 아톰 테마"는 다카다노바바역에서 출발곡으로 사용되어 일본 대중에게 잘 알려지게 되었다. 이 노래는 시인 다니카와 슌타로가 작사를 맡았다는 점에서도 주목하였다.

### 1970~1980: 애니메이션 음악의 인기 증가
1970년대 일본의 경제 성장은 더 많은 문화 발전으로 이어졌고, 애니메이션 주제가만을 부르는 사람들은 애니메이션 음악 가수로 알려지게 되었다. 가수들의 대중 노출이 부족했음에도 불구하고, 마징가 Z, 우주전함 야마토, 캔디 캔디 시리즈의 주제가는 시청자 팬들뿐만 아니라 일본 대중에게도 널리 알려졌다. 동시에 기동전사 건담의 성우인 후루카와 토시오와 후루야 토루는 쇼의 주제가를 부르기 위해 성우들로 구성된 보컬 유닛 슬랩스틱을 통해 많은 여성 팬덤을 얻었다. 애니메이션 주제가는 원래 자신이 기반을 둔 시리즈의 이름과 설정을 사용했지만, 이는 애니메이션 음악 가사가 캐릭터의 생각과 감정에 중점을 두어 더 보편적인 매력을 제공하고 원래 애니메이션 작품의 맥락 밖에서도 통용될 수 있게 했다.

### 1980~1990: 주류 인정
일본의 버블 경제 절정기인 1980년대에는 애니메이션 산업 외부의 음악가들이 애니메이션 주제가를 부르기 시작했다. 1984년, 마크로스를 위해 링 밍메이 캐릭터의 이름으로 발매된 싱글 사랑 기억하고 있습니까는 오리콘 주간 싱글 차트에서 7위를 기록했다. 또한, 캣츠 아이 (1983)는 애니메이션 산업과 아무런 관련이 없는 가수 안리가 주제가를 불렀다는 이유로 광범위한 언론의 주목을 받았다. 마찬가지로 애니메이션 산업 외부에서 활동하던 밴드인 TM NETWORK는 1987년 곡 Get Wild가 시티헌터의 엔딩곡으로 발매되면서 언론의 주목을 받았다. 이 노래의 인기로 인해 TM NETWORK는 제72회 홍백가합전에 초청되어 이 곡을 불렀다. 그 이후로 주류 아티스트들이 애니메이션을 위한 타이인 곡을 발매하는 것이 일반화되었다.

### 1990~2000: 자체 제작 및 현대화
일본의 거품 경제 붕괴 이후, 애니메이션 음악만을 전담하는 레이블이 설립되었는데, 가장 주목할 만한 것은 킹레코드의 스타차일드 레이블이었다. 이는 부분적으로 Being Inc.의 이름을 딴 "Being Boom" 현상 때문이었다. 이 현상은 그들의 아티스트 ZARD와 오구로 마키가 대중들에게 잘 받아들여지는 노래를 발표한 후 팬덤을 얻었다. 스타차일드 레이블 소속이었던 타카하시 요코는 신세기 에반게리온 (1995)의 주제가로 잔혹한 천사의 테제를 발표하였으며, 이 노래의 인기는 애니메이션 팬들 외의 대중들에게도 인지도를 얻게 했다. 또한, 일본의 대중 음악이 가요쿄쿠에서 J-pop으로 전환되면서, 오쿠이 마사미와 같은 애니메이션 음악 가수들도 자신의 음악에 J-pop 사운드를 접목하기 시작했다. 그 외에도 시이나 헤키루, 코우다 마리코, 하야시바라 메구미와 같은 성우들도 성우 활동 외에 노래 활동에도 활발히 참여했다. 일부 성우들은 자신만의 그룹을 결성하여 TWO-MIX의 타카야마 미나미처럼 다른 애니메이션 시리즈의 주제가를 부르기도 하였다.

### 2000~2019: 성우 붐

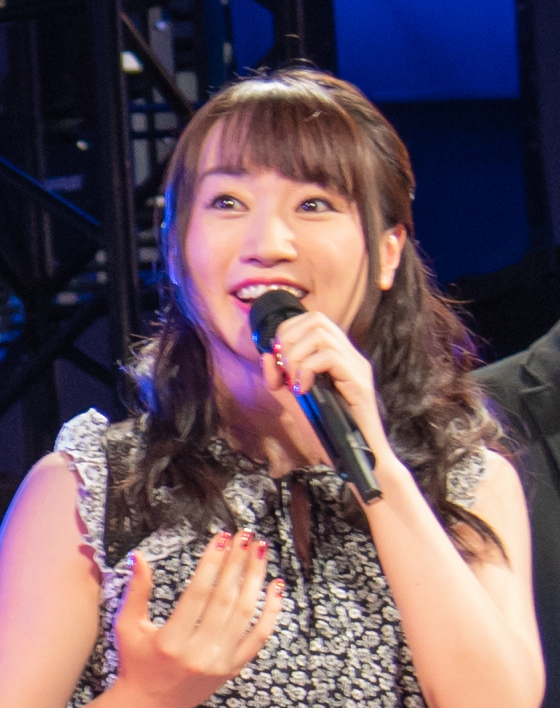
미즈키 나나 (2018년 사진)는 2011년 가장 많이 팔린 여성 성우였다.

2000년대에 심야 애니메이션 시리즈가 더 많이 제작되면서, 킹레코드와 계약한 호리에 유이, 타무라 유카리, 미즈키 나나는 음반 레이블에 의해 아이돌 가수 및 성우로 제작되고 마케팅되었다. 2000년대 중반에는 성우 붐과 더불어 아이돌 산업의 급성장으로 명명된 아이돌 전국 시대라는 현상이 있었다. 미즈키 나나의 ETERNAL BLAZE는 2005년 오리콘 주간 싱글 차트 2위를 기록했으며, 그 직후 2006년 하레하레 유카이의 발매는 주로 쇼의 엔딩 애니메이션 댄스 시퀀스 때문에 "하루히 붐"으로 이어졌다. 이후 몇 년 동안 애니메이션에 성우가 크게 증가했으며, 애니메이션 음악 전체가 일반 대중에게 더 널리 알려지게 되었다. 애니메이션 음악 산업은 "아이돌"의 존재감을 가질 수 있는 어린 소녀들을 영입하는 방향으로 전환되었으며, 나카 리이사, 쿠스미 코하루, 히라노 아야가 그 예시로 언급된다.
2010년, 시리즈 케이온!의 가상 밴드 호카고 티 타임은 두 싱글의 발매로 오리콘 주간 싱글 차트에서 동시에 1위와 2위를 기록한 최초의 애니메이션 캐릭터가 되었다. 이듬해에는 러브 라이브!, 아이돌마스터, 노래의☆왕자님♪과 같은 아이돌 테마의 멀티미디어 프로젝트가 인기를 얻었다. 빌보드 재팬은 2010년 12월 1일 애니메이션 및 비디오 게임 음악 발매 전용 차트인 빌보드 재팬 핫 애니메이션 차트를 런칭했다.

### 2020~: 글로벌 확장
2020년대 이후, 애니메이션 음악은 스포티파이와 같은 음악 스트리밍 서비스에서 접근성이 확대되고 소셜 미디어에서 팬과 아티스트들의 홍보로 인해 전 세계적인 온라인 인기가 급증했다. 2020년, 애니메이션 영화 극장판 귀멸의 칼날: 무한열차편의 주제가인 "불꽃"은 빌보드 글로벌 200에서 8위로 상승하였다. 2023년, 애니메이션 시리즈 【최애의 아이】의 오프닝 테마인 YOASOBI의 "아이돌"은 빌보드 글로벌 (미국 제외) 차트에서 1위를 차지하며, 일본어 곡이자 애니메이션 음악으로는 최초로 이를 달성하였다. 또한 빌보드 글로벌 200에서 7위를 기록하며 일본 아티스트 중 최고 순위를 기록하였다. 아이돌은 애플 뮤직과 유튜브 뮤직의 글로벌 차트에서도 1위를 차지하였다. 같은 해, 요네즈 켄시의 KICK BACK, 체인소 맨의 오프닝 테마는 미국 음반 산업 협회 (RIAA)로부터 골드 인증을 받은 최초의 일본어 가사 노래가 되었다.

## 파생 장르
애니메이션 음악 장르는 전파송과 모에 노래와 같은 장르에 직접적인 영향을 주었다.

## 미디어

### 레코드 레이블
다음 레코드 레이블은 애니메이션 음악 전용이다:
- 아니멕스[23]
- 플라잉 독[23]
- 킹 어뮤즈먼트 크리에이티브 (구 스타차일드)[4]
- 란티스[23]
- 메지스 (구 5pb 레코드)[23]
- SACRA MUSIC[23]
- 도호 애니메이션 레코드[23]
- 굿 스마일 레코드

### 콘서트
- 애니멜로 서머 라이브
- King Super Live(일본어판) (킹 어뮤즈먼트 크리에이티브)

## 아티스트

### 공연자
이 목록은 주로 애니메이션 음악을 연주하는 가수 및 밴드(미디어 믹스 애니메이션 프로젝트에서 생성된 그룹 포함)를 나열한다. 이 목록은 장르를 위한 부수적인 곡을 발표하는 가수나 밴드, 또는 성우가 출연하는 애니메이션의 주제가를 연주하기 위해 성우들이 사용하는 그룹 이름은 포함하지 않는다.

#### 솔로이스트
- 아오이 에이르[24]
- 아오이 쇼타[25]
- 하나자와 카나[23]
- 하야시바라 메구미[25]
- 호리에 유이[25]
- 호시 소이치로[25]
- 이리노 미유[26]
- 이토 카나코[23]
- 가게야마 히로노부[23]
- LiSA[23]
- May'n[23]
- 미나세 이노리[25]
- 미야노 마모루[25]
- 미즈키 나나[4][25]
- 모리구치 히로코[25]
- 나카지마 메구미[23]
- 오구라 유이[25]
- Machico[24]
- 오쿠이 마사미[4]
- 오노 다이스케[23]
- 사이토 소마[23]
- 사카모토 마아야[23][26]
- 스즈키 미노리[23]
- 타카하시 요코[4][25]
- 타무라 유카리[23]
- 토마츠 하루카[24]
- 토야마 나오[23]
- 우치다 마아야[27]
- 우치다 유마[25]
- 우에사카 스미레[25]
- 와다 코지[28]
- ZAQ[23]

#### 그룹
- ALI PROJECT[23]
- Aqours[23]
- angela[23][25]
- ClariS[23]
- DIALOGUE+[24]
- EGOIST[23]
- GARNiDELiA[23]
- GRANRODEO[23]
- i☆Ris[29]
- JAM Project[30]
- Mia REGINA[31]
- OLDCODEX[23]
- OxT[26]
- Poppin'Party[24]
- Roselia[24]
- Trefle[32]
- TrySail[23]
- 왈큐레[26]

### 작곡가
이 목록은 주로 애니메이션 음악을 작곡하고 제작하는 작곡가들을 나열한다. 이 목록은 장르를 위해 부수적인 발매를 제작하는 작곡가들을 포함하지 않는다.
- 하타 아키[33]
- Arte Refact[31]
- Elements Garden[34]
  - 아게마츠 노리야스[34]
- Tomoya Tabuchi(일본어판)[33]
- 타나카 히데카즈[33]